# الإسلام عند مفترق الطرق (كتاب)
الإسلام عند مفترق الطرق هو كتاب من تأليف محمد أسد. نُشر الكتاب أصلًا في دلهي ولاهور عام 1934 م، ثم أعادَت دار الأندلس عام 1982 طبعه لاحقًا مع ملاحظة إضافية من المؤلف.
إن الكتاب في الأساس نداء إلى المسلمين لتجنب التقليد الأعمى للأشكال والقيم الاجتماعية الغربية، ومحاولة الحفاظ بدلًا من ذلك على تراثهم الإسلامي الذي كان في يوم من الأيام مسؤولًا عن الظاهرة التاريخية المجيدة ومتعددة الجوانب التي يشتمل عليها مصطلح "الحضارة الإسلامية". ويهدي أسد الكتاب إلى "شباب المسلمين اليوم على أمل أن يكون فيه فائدة".

## طالع أيضًا
- التسلسل الزمني لحياة محمد أسد
- رسالة القرآن
- الطريق إلى مكة
- هذا القانون لنا ومقالات أخرى
- مبادئ الدولة والحكم في الإسلام